# Eucyphonia mourei
Eucyphonia mourei är en insektsart som beskrevs av Albino Morimasa Sakakibara 1968. Eucyphonia mourei ingår i släktet Eucyphonia och familjen hornstritar. Inga underarter finns listade i Catalogue of Life.